# Anholt

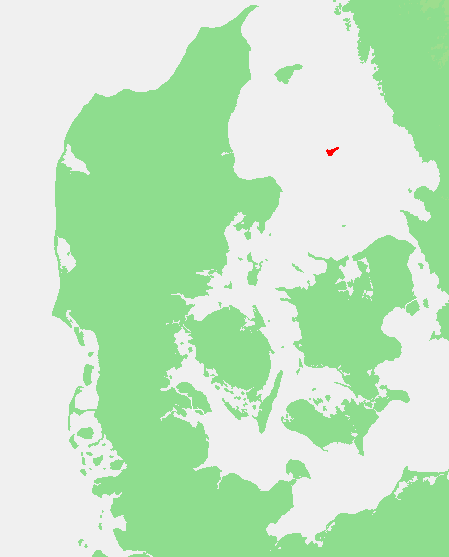
Vị trí đảo Anholt trên bản đồ Đan Mạch

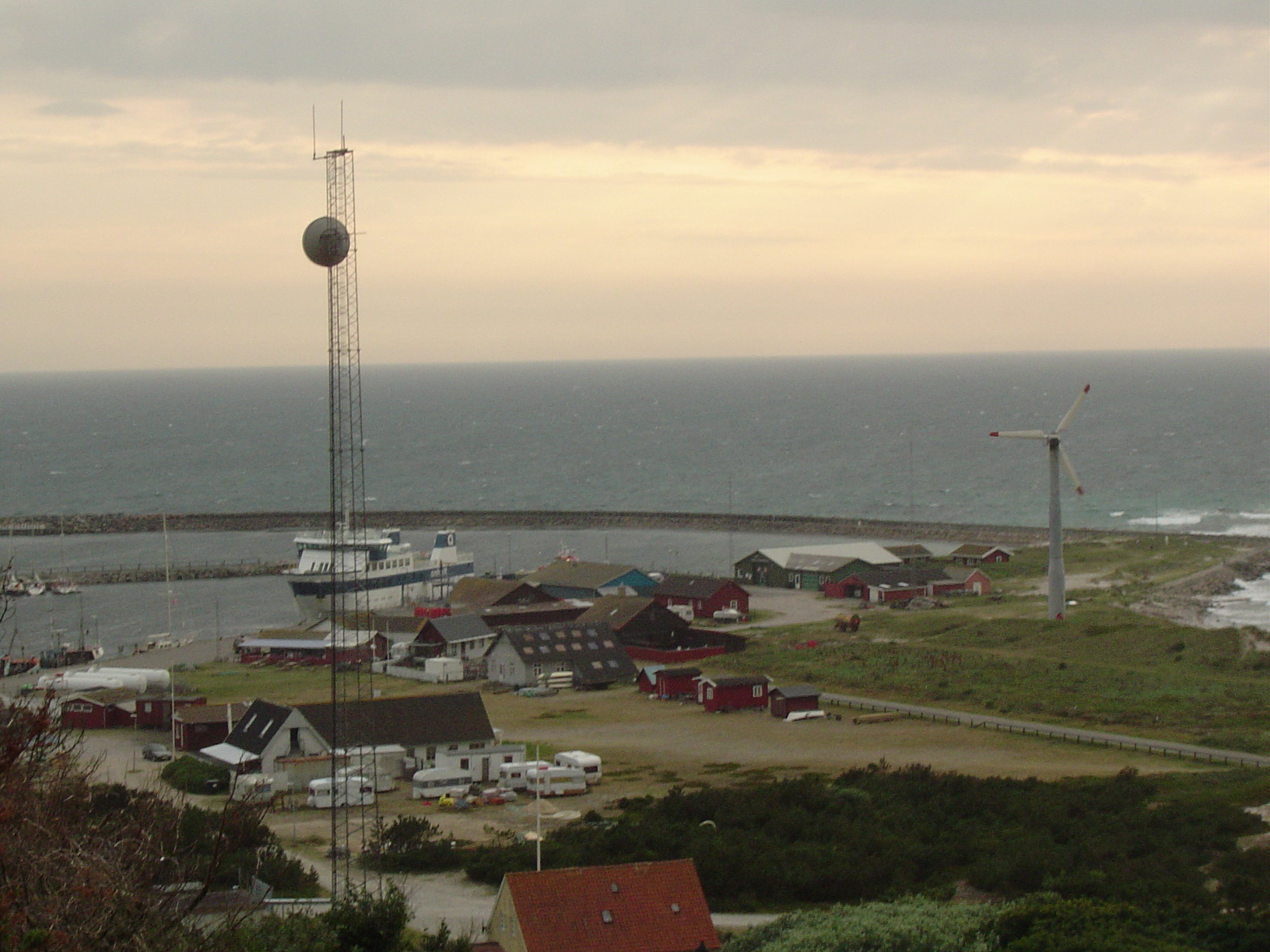
Cảng Anholt

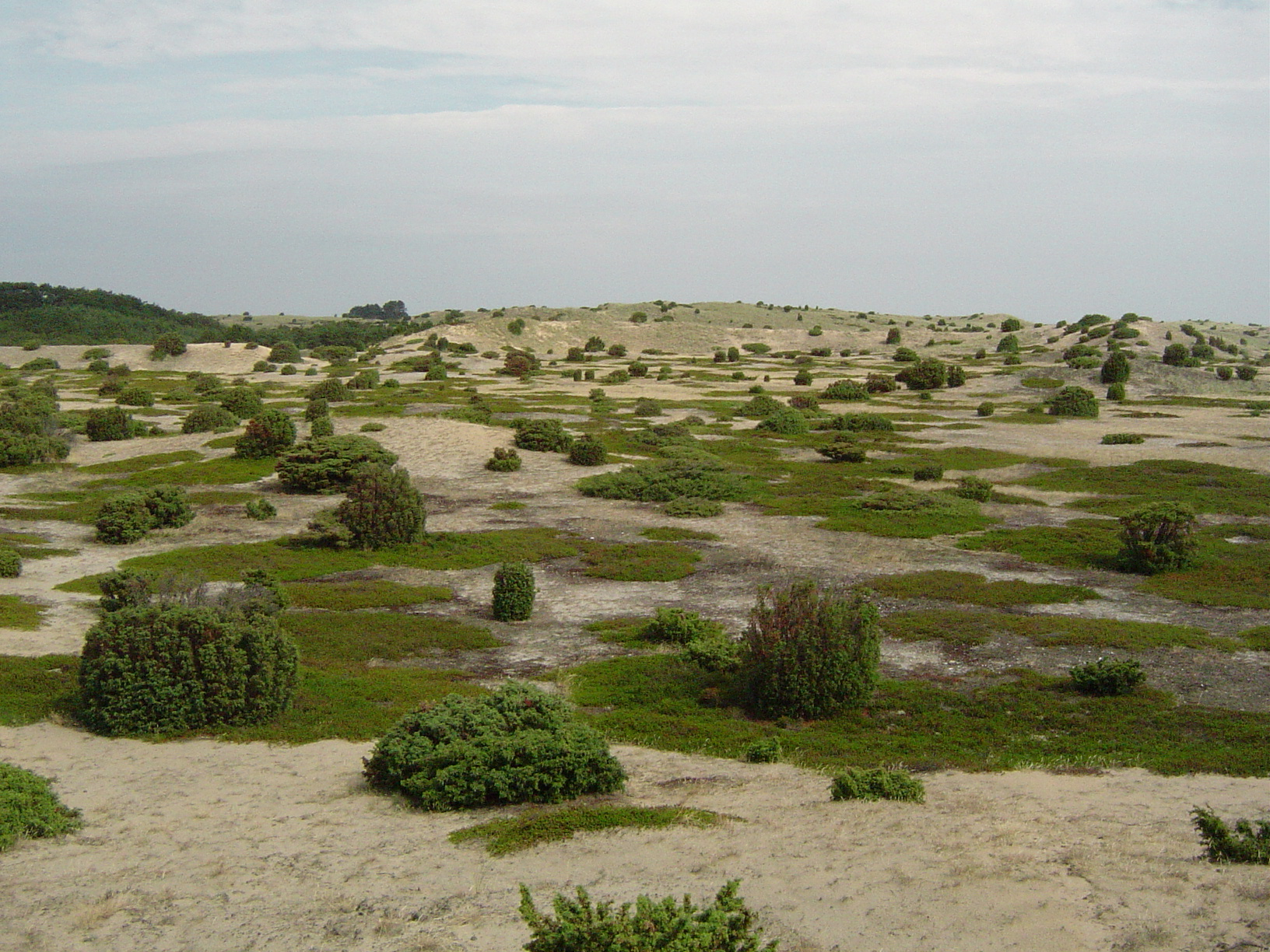
"Hoang mạc" Anholt

Anholt (/ˈanhɔlˀd/) là 1 đảo của Đan Mạch trong vùng nước Kattegat. Đảo có diện tích là 21,75 km² với 145 cư dân (năm 2016). Có tuyến tàu phà từ Grenå (bán đảo Jutland) nối giao thông với đảo. Đảo cũng có 1 sân bay nhỏ (mã ICAO = EKAT) với đường băng bằng cỏ dài 650 m. Về mùa hè, hàng ngày có tuyến bay của Copenhagen Air Taxi từ Sân bay Roskilde tới đảo, về mùa đông mỗi tuần 1 chuyến. Về mặt hành chính, đảo trực thuộc thị xã Norddjurs, của Vùng Midtjylland. Trước khi có cuộc cải cách hành chính năm 2007, đảo trực thuộc thị xã Grenå

## Lịch sử
Thời trung cổ Anholt thuộc giáo xứ Morup ở tỉnh Halland (nay là nam Thụy Điển) cho tới thế kỷ 16, khi đảo có 1 nhà thờ riêng của mình. Năm 1645 Đan Mạch bị buộc phải nhượng tỉnh Halland cho Thụy Điển, nhưng vẫn giữ lại đảo này.
Từ năm 1808 tới 1814, quân đội Vương quốc Anh chiếm đóng đảo Anholt và tìm cách khôi phục tháp hải đăng trên đảo. Đan Mạch tìm cách tái chiếm đảo, nhưng bị thua trận Anholt ngày 27.3.1811. Ngày nay có 1 đài tưởng niệm trận đánh đó ở làng Anholt.

## Địa lý
Phần phía tây của đảo là vùng băng tích (moraine). Ngôi làng nhỏ nằm giữa vùng này. Có 1 hải cảng được xây dựng năm 1902 ở mỏm tây bắc của đảo. Phần phía đông của đảo là vùng hoang mạc lớn nhất Bắc Âu, do nhiều thế kỷ đốn hết cây lấy củi cung cấp cho ngọn hải đăng nói trên. Ngày nay chính phủ Đan Mạch cố gắng bảo tồn vùng này. Thực ra vùng này cũng đầy các cây địa y (lichen), chứ không hoàn toàn là hoang mạc (desert).
Ở mỏm cực đông của đảo ("Totten"), có rất nhiều hải cẩu. Khu vực này hiện được bảo tồn.